# 休里夫卡 (哈爾科夫州)
49°23′46″N 36°56′3″E / 49.39611°N 36.93417°E
什丘里夫卡（羅馬化：Shchurivka）是位於烏克蘭東部哈爾科夫州伊久姆區巴拉克利亚市镇的村莊。該村始建於1806年，面積0.76平方公里，海拔高度85米，2001年人口131，人口密度每平方公里172.1人。